# Hyperurikämie
Als eine Hyperurikämie (früher auch einfach als Urikämie bezeichnet) wird ein erhöhter Harnsäurespiegel im Blut bezeichnet. Sie kann zu einer Gicht führen.

## Definition und Prävalenz

Harnsäure

Bei einem Anstieg der Serumharnsäurekonzentration auf ≥ 6,5 mg/dl (387 µmol/l) liegt definitionsgemäß eine Hyperurikämie vor. Diese Festsetzung beruht auf der physikalischen Löslichkeitsgrenze für Natriumurat (Natriumsalz der Harnsäure) im Plasma bei 37 °C und pH 7,4 von 6,4 mg/dl (381 µmol/l). Dieser Grenzwert gilt für beide Geschlechter.
Frauen weisen in den hormonaktiven Jahren durchschnittlich niedrigere Serum-Harnsäure-Werte auf als Männer. Dies liegt am weiblichen Hormonstoffwechsel mit Überwiegen der Östrogene. Bezogen auf den Grenzwert der Hyperurikämie von 6,5 mg/dl ist die Krankheitshäufigkeit einer Hyperurikämie in der Allgemeinbevölkerung groß. In einer Studie lag sie bei weiblichen Blutspendern bei 2,6 % und bei männlichen bei 28,6 %.
Eine pflanzenbasierte Ernährung ist mit einem niedrigeren Risiko für Hyperurikämie assoziiert.

## Einteilung
Generell kann zwischen primärer Hyperurikämie (90 %) und sekundärer Hyperurikämie (10 %) unterschieden werden.

### Primäre Hyperurikämie
Die primäre Hyperurikämie wird auch als idiopathische oder familiäre Hyperurikämie bezeichnet. Dabei ist die Ursache meist eine verminderte Harnsäureausscheidung in der Niere (ca. 99 % der Fälle) bei ansonsten normaler Nierenfunktion, nur selten liegt eine Harnsäure-Überproduktion aufgrund einer angeborenen Störung (Enzymdefekt) des Purinstoffwechsels vor (ca. 1 % der Fälle), wie z. B. ein Mangel des Enzyms Hypoxanthin-Guanin-Phosphoribosyltransferase (kurz HGPRTase).
Die Abgrenzung einer Harnsäureüberproduktion von einer verminderten Ausscheidung durch die Niere kann durch die Bestimmung der Harnsäureclearance (zur Berechnung muss man die Harnsäureausscheidung im Sammelurin (über 24 Stunden) und die Serumharnsäure bestimmen) oder – weniger aussagekräftig – durch die Bestimmung des Harnsäure/Kreatinin-Quotienten erfolgen.

### Sekundäre Hyperurikämie
Bei der sekundären Hyperurikämie ist die Hyperurikämie Folge einer anderweitigen Erkrankung (z. B. verminderte Ausscheidung bei Niereninsuffizienz, vermehrter Zellabbau bei Hungerkuren oder Malignomen (bösartiger Tumor)), einer medikamentösen Therapie (z. B. bestimmte Diuretika) oder einer vermehrten Purinaufnahme durch die Nahrung (u. a. Fleisch, Innereien).
- Steigerung der Harnsäurebildung aufgrund vermehrter Purinfreisetzung durch vermehrten Zellumsatz bzw. Zellzerfall
  - Polycythaemia vera
  - chronisch myeloische Leukämie
  - Tumorbehandlung mit Zytostatika
- Steigerung der Harnsäurebildung aufgrund erhöhter Purinsynthese
  - Glykogenspeicherkrankheit Typ I
- Steigerung der Harnsäurebildung aufgrund verminderten Abbaus im Purinstoffwechsel
  - HGPRTase-Mangel
- Verminderung der Harnsäureausscheidung durch die Nieren (renal)
  - Bartter-Syndrom
  - Niereninsuffizienz jeder Ursache
  - Ketoazidose
  - Diuretika
  - Alkoholismus

## Klinik
Eine Hyperurikämie bleibt in den meisten Fällen klinisch asymptomatisch. Sie kann sich aber, u. a. abhängig vom Ausmaß der Erhöhung der Harnsäurekonzentration im Blut oder Gewebe, in verschiedenen Formen manifestieren:
- akuter Gichtanfall
- chronische Gicht mit Weichteil- und Knochentophi (Knötchen)
- Nierenerkrankungen (Nierensteine, Urat-Nephropathie)

## Therapie
Grundsätzlich sollte eine Senkung des Harnsäurespiegels durch diätetischen Maßnahmen angestrebt werden. Die Zufuhr von Purinen, die durch den Stoffwechsel zu Harnsäure abgebaut werden, sollte verringert werden (purinarme Kost). Purine sind Zellbestandteile von tierischen, pflanzlichen und Pilz-Zellen, die einerseits beim körpereigenen Abbau anfallen oder durch die Nahrung aufgenommen werden.
Besonders zellhaltige Nahrungsmittel sind beispielsweise Innereien, Fleischprodukte, Fisch und insbesondere die Haut von Fisch und Geflügel. Durch Kochen können die Purine ins Kochwasser übergehen. Wöchentlich sollte nicht mehr als 3000 mg Harnsäure oder 500 mg pro Tag aufgenommen werden.
Alkoholhaltige Getränke sollten möglichst weggelassen oder nur in geringen Mengen konsumiert werden, da Alkohol die Harnsäureausscheidung über die Niere hemmt. Zudem können einige fermentierte Getränke Purine enthalten (z. B. Bier und Wein durch die Hefe).
Eine Normalisierung von Übergewicht kann sich günstig auf den Harnsäurespiegel des Blutes auswirken. Fettbetonte Kost begünstigt die Bildung von Ketonkörpern im Blut, welche die Ausscheidung von Harnsäure über die Niere herabsetzen, was klinisch aber nur eine geringe Rolle spielt. Eine rasche Reduzierung des Übergewichtes ist jedoch nicht ratsam, weil so größere Mengen des Urat-Depots im Körper aus dem Fettgewebe ins Blut entlassen werden und so den Harnsäurespiegel trotz gesteigerter Ausscheidung erhöhen bzw. auf einem hohen Wert stabilisieren.
Die tägliche Trinkmenge sollte mindestens 2 Liter betragen. Hierdurch wird eine verbesserte Harnsäureausscheidung bewirkt und bei vermehrtem Anfall von Harnsäure kann die Bildung von Harnsäuresteinen vermieden werden. Bei der Mehrzahl der Patienten mit Hyperurikämie (ca. 95 %) liegt eine verminderte Ausscheidung von Harnsäure über die Nieren vor, und damit auch nur eine geringe Gefahr für die Bildung von Nierensteinen aus Harnsäure. Nierensteine aus Harnsäure (röntgennegativ!) sind ein Hinweis auf einen vermehrten Anfall von Harnsäure z. B. durch einen Enzymdefekt (am wichtigsten: HGPRTase-Mangel), vermehrten Zellzerfall (z. B. durch Malignome und/oder deren Behandlung oder extreme Hungerkuren) oder exzessive Purinzufuhr.
Eine medikamentöse Therapie ist nur bei manifester Gicht empfohlen.
Zur Dauertherapie erhöhter Harnsäurespiegel ist die Behandlung mit Urikostatika (Febuxostat und Allopurinol) oder Urikosurika (z. B. Benzbromaron), oder einem Kombinationspräparat aus beidem (Allopurinol + Benzbromaron) möglich. Ein Absetzversuch direkt nach der Normalisierung des Harnsäurespiegels durch die Medikation ist meistens nicht sinnvoll, außer in den Fällen, in denen die Ursache der Hyperurikämie zwischenzeitlich nachhaltig beseitigt werden konnte (z. B. Gewichtsnormalisierung, Absetzen eines die Hyperurikämie verursachenden Diuretikums, Ende eines Alkoholabusus). Die dauerhafte Senkung des Harnsäurespiegels soll und kann die Manifestation von Komplikationen (Gicht, Nierensteinen, Nephropathie) verhindern. Wesentlich dabei ist das Verständnis für das Urat-Depot im Körper, welches sich bei permanenten Werten von >6,5 mg/dl aufbaut und das erst signifikant reduziert werden muss. Ein Auflösen eines umfangreichen Urat-Depots (z. T. im Fettgewebe) kann mehrere Jahre dauern.
Im akuten Gichtanfall waren lange nichtsteroidale Antirheumatika (NSAR) wie Indometacin, Ibuprofen oder Diclofenac Mittel der ersten Wahl. Eine Alternative ist Colchicin, das heute wegen besserer Verträglichkeit niedrigdosiert (z. B. 3 × 0,5 mg/Tag) eingesetzt wird. Wegen der guten Wirkung bei vergleichsweise geringen Nebenwirkungen einer Kurzzeittherapie werden zunehmend häufiger Steroide zur Therapie des akuten Gichtanfalles eingesetzt.